# Scorpio (wapen)

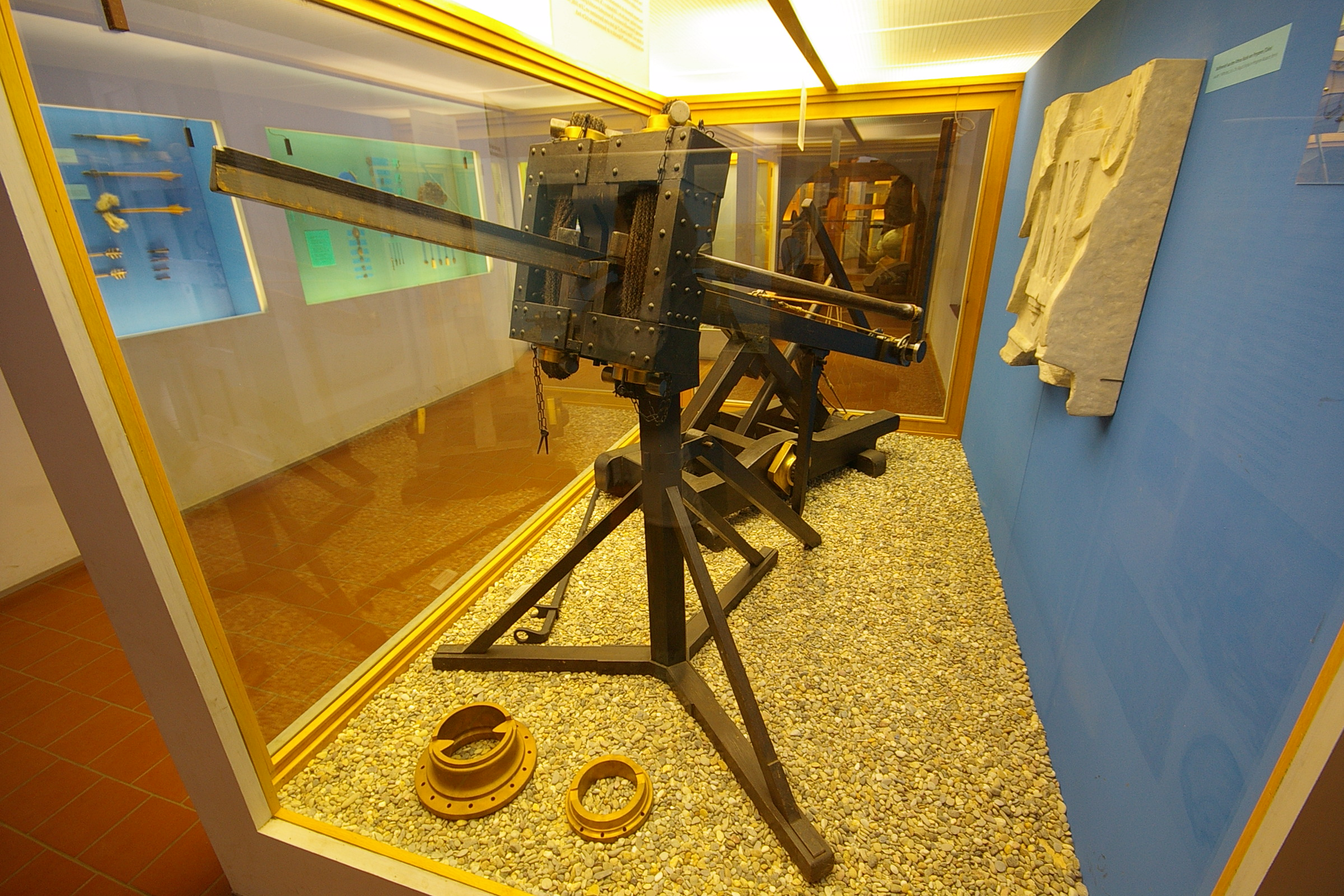
Reconstructie van een scorpio naar de vondst in Empúries

De scorpio of schorpioen is een Romeins belegeringswapen. De scorpio lijkt veel op de ballista, maar is wat kleiner.

## Geschiedenis
Philon van Byzantium beschreef reeds in de 3e eeuw v.Chr. een polybolos, een semiautomatische ballista of scorpio. De scorpio wordt in detail beschreven door de Romeinse ingenieur Vitruvius in zijn De architectura (Nederlands: Over architectuur) uit circa 15 v.Chr. en was een kleinere versie van de ballista, een van de eerste twee-armige torsie-artilleriewapens (torsiegeschut) in het Romeins leger. In de 1e eeuw beschreef Heron van Alexandrië de cheiroballistra of manuballista; een vrijwel geheel uit metaal bestaande nog compactere versie van de ballista en scorpio.
Archimedes ontwierp vele verdedigingsmachines voor de Griekse stad Syracuse op Sicilië. Tijdens het beleg van Syracuse (214-212 v.Chr.) door de Romeinse generaal Marcellus zette Archimedes, toen de Romeinen 's nachts de muren hadden beslopen, scorpiones in, die op de korte afstand verschrikkelijk effectief waren.
In 1912 werd een vrijwel complete Romeinse scorpio uit circa 100 v.Chr. gevonden in het Spaanse Empúries, de voormalige Griekse nederzetting Empórion, door de Romeinen omgedoopt tot Emporiae.

## Beschrijving

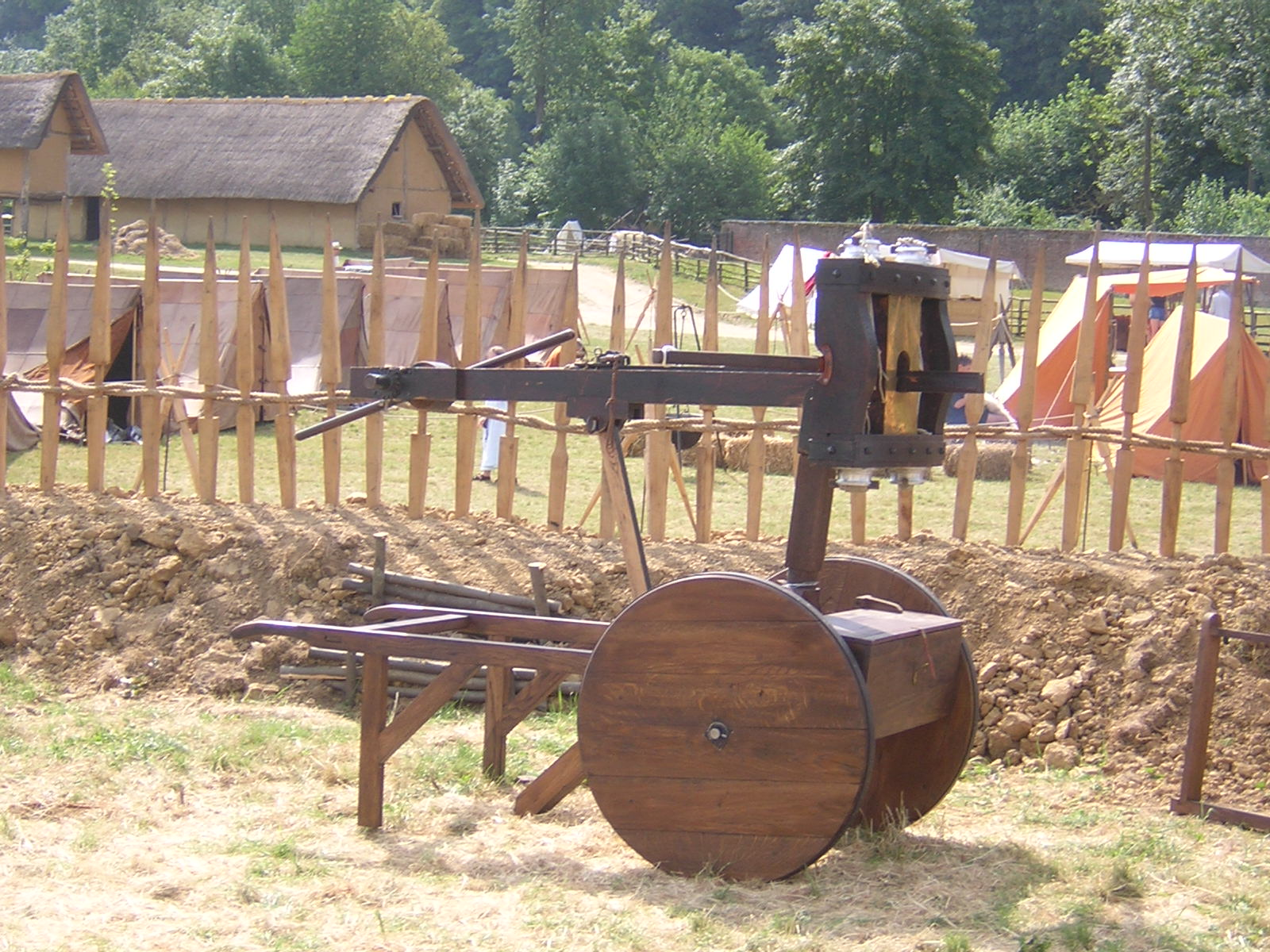
Een carroballista; een scorpio op een kar

De scorpio was afgeleid van de krachtige maar grote en moeilijk verplaatsbare ballista. De scorpio was een zeer nauwkeurig pijlwerpend artilleriestuk en compact genoeg om makkelijk met de legioenen mee te voeren of op een belegeringstoren te plaatsen. Waar de ballista zes man nodig had voor de bediening kon de compacte scorpio door één of twee man bediend worden. De scorpio was het ideale wapen voor op het slagveld. Scorpiones werden meestal als batterij bij elkaar op een hoge plek opgesteld. Een voltallig legioen had 50 tot 60 scorpiones waarmee ze per minuut tot 240 projectielen van 80 tot 330 meter met dodelijke nauwkeurigheid konden afvuren. Het wapen was krachtig genoeg om schilden of lichaamsbepantsering te doorboren en was een vroeg voorbeeld van infanterie-ondersteunende artillerie.
De kracht van de scorpio komt van de spanning van de getordeerde pezen, haren of dierenpezen, en de kracht die deze op de armen uitoefent. De twee torsieveren links en rechts in het houten spanraam bestaan uit windingen van pezen die boven en onder in het spanraam over assen lopen. De katapultarmen waar de boogpees aan vastzit steken midden tussen de windingen. Als de boogpees naar achter wordt getrokken brengt het torsiemoment van de pezen de katapultarmen op spanning.